# Gyrinophilus subterraneus
Gyrinophilus subterraneus (лат.) — вымирающий вид безлёгочных саламандр из рода родниковых саламандр (Gyrinophilus). Светлого коричневато-розового цвета, сверху и сбоку покрыты тёмными сетчатыми узорами. Длина — 10—18 см. Эндемик американского штата Западной Виргинии, обитает только в пещере англ. General Davis Cave. Близкий вид — родниковая саламандра (Gyrinophilus porphyriticus).

## Таксономия
Впервые был описан Joseph Besharse и John Holsinger в 1977 году. Классификация ставилась под вопрос Blaney и Blaney в 1978 году. Ими утверждалось, что вид является лишь вариацией широко распространённой родниковой саламандры, однако дальнейший анализ показал различие видов, особенно отличались размеры глаз.

## Описание
Среднего размера саламандры троглобионты. Длина — 10—18 см. Как и взрослые особи, молодые светлого коричневато-розового цвета, сверху и сбоку покрыты тёмными сетчатыми узорами. От глаза до ноздри проходит нечёткая полоска. Глаза меньше, чем у близкого рода, родниковой саламандры[прояснить]. На стадии зародыша имеет более широкую голову, чем у родниковой саламандры и G. palleucus. В отличие от G. gulolineatus, голова не лопатообразной формы. Молодые особи теряют наружные жабры во время метаморфоза. Крупный молодняк имеет несколько неравномерных рядов бледно-жёлтых пятнышек по бокам. Метаморфоз начинается при длине тела более 9,5 см. По неизвестной причине большинство особей не проходит метаморфоз, из-за чего взрослые особи встречаются редко. Метаморфозы происходят регулярно[прояснить], в отличие от G. palleucus и G. gulolineatus.

## Ареал
Встречается только в одной пещере — General Davis Cave, на высоте 503 м над уровнем моря, горная система Аппалачи; округ Гринбрайер, юго-восток американского штата Западной Виргинии. Отнесён Международным союзом охраны природы как «вымирающий вид», наряду с G. gulolineatus. Включён в список редких видов Западной Виргинии. Обитает на илистых крутых берегах, вдоль текущего внутри пещеры ручья глубиной от 15 до 30 см; ручей стекает в небольшой овраг возле входа. Молодые особи предпочитают спокойные мелководья глубиной 1—20 см. Время от времени из-за паводков в пещеру попадает разлагающийся мёртвый покров, служащий источником питательных веществ для беспозвоночных, на которых уже охотится G. subterraneus. Уживается в одной пещере с родниковой саламандрой.